# Sphondylium villosum
Sphondylium villosum är en flockblommig växtart som beskrevs av Franz Georg Hoffmann. Sphondylium villosum ingår i släktet Sphondylium och familjen flockblommiga växter. Inga underarter finns listade i Catalogue of Life.